# Caloderma
Caloderma is een monotypisch geslacht van schimmels uit de familie van de Sclerodermataceae. Het bevat alleen de soort Caloderma echinatum.